# C/1874 H1 (Coggia)
C/1874 H1 (Coggia) est une célèbre comète non périodique qui, à l'été 1874, a pu être vue à l'œil nu. Sur la base de sa luminosité, la comète a été appelée la grande comète de 1874 ; le 13 juillet, la magnitude apparente était comprise entre 0 et 1. 

## Découverte et observations
L'astronome Jérôme Eugène Coggia a découvert cette comète le 17 avril 1874 à l'observatoire de Marseille. De nombreux astronomes ont observé en détail la comète durant le reste d’avril et de mai, notamment Winnecke à Strasbourg, Tempel à Arcetri, Rayet à Paris, Schulhof à Vienne, Rümker à Hambourg, Schmidt à Athènes, Bruhns à Leipzig, Christie à Greenwich et Dreyer à Copenhague. À la mi-mai, les télescopes ont révélé le développement d'une faible queue. 
Au début du mois de juin, la comète est devenue visible à l'œil nu, et à la fin du mois de juin, sa luminosité avait atteint la magnitude 4. Début juillet, la queue atteignit 6 degrés et le 16 juillet 45 degrés. La queue était droite et étroite, s'étendant de 1 à 2 degrés sur le ciel à la fin de la queue. 
According to David A. J. Seargent, « Without doubt, C/1874 H1 (Coggia) was a beauty; a true great comet. At its brightest, it probably exceeded the first magnitude and displayed a series of envelopes within its coma that astronomers compared with Donati's Comet 16 years earlier. Suitably placed observers also noted maximum naked-eye tail lengths reaching 70 degrees as the comet passed near Earth in July. » Du 16 au 23 juillet, la comète a accéléré et s'est rapidement déplacée vers le sud dans le ciel de l'observateur, rendant la comète plus difficile à observer dans l'hémisphère nord. Les rapports indiquent que la longueur de la queue était d'environ 60 à 70 degrés ; la queue était d'au moins 63 degrés. Le 23 juillet à Athènes, Schmidt a fait la dernière observation de la comète de l'hémisphère nord. 
Le 27 juillet, la comète est devenue visible dans l'hémisphère sud, avec des observations effectuées en Afrique du Sud et par Robert L. J. Ellery en Australie. Selon un article de presse sur l'observation avant l'aube par H. C. Russell le 29 juillet, « le noyau était aussi brillant qu'une étoile de première magnitude et la tête faisait à peu près la moitié du diamètre de la lune ». John Tebbutt à Windsor, en Nouvelle-Galles du Sud, a observé la comète du 1er août au 7 octobre. Le 19 octobre, John M. Thome à Córdoba, en Argentine, a effectué la dernière observation de la comète Coggia. 

## Ondulations dans la queue
Le soir du 21 juillet, avec la Lune en premier quartier et un ciel très dégagé, Trouvelot observa des ondulations dans la queue de la comète. Trouvelot a écrit qu'il « a vu la queue de la comète se raccourcir et s'allonger, s'allumer et s'éteindre comme les rayons de certaines aurores. Des ondulations étendues, des vibrations rapides, la parcouraient successivement de l'horizon à son extrémité, lui donnant l'aspect d'une fine gaze flottant dans une brise violente. Les pulsations et les ondes lumineuses étaient de durée inégale ; certaines étaient rapides, d'autres ont duré plus longtemps. Pendant plus d'une heure, la queue de la comète s'est allumée et s'est éteinte plus de cent fois ; l'extinction étant parfois si complète qu'il était impossible de voir aucune trace de la comète; parfois, elle devenait si brillante que, malgré la lumière de la lune, on pouvait facilement la distinguer dans tous ses contours, même à son extrémité, qui se trouvait alors un peu au sud de γ Ursa Minoris... ». 

## Analyse scientifique
De mai à juillet 1874, Huggins, Secchi, Lockyer, Rayet et Wolf effectuent des observations spectrographiques de la comète. Au début, seul un spectre continu a été trouvé, mais à la mi-juin, les trois bandes spectrales typiques des comètes ont été trouvées. Selon Huggins, la comète Coggia fut « la première comète brillante apparue depuis que le spectroscope est devenu un instrument de recherche scientifique ». 

## Orbite
En 1882, à l'aide de 638 observations de la comète Coggia effectuées sur une période de 185 jours, Josef von Hepperger a calculé une orbite elliptique inclinée d'environ 66 degrés par rapport à l'écliptique. Le 9 juillet 1874, la comète atteignit son périhélie à environ 0,6758 unité astronomique du Soleil. Le 23 juillet, la comète s'est rapprochée de la planète Terre à environ 0,29 unité astronomique. 

## La comète de 1874 dans la littérature
Gerard Manley Hopkins écrit le 13 juillet 1874 une entrée de journal concernant la comète de Coggia. 
La peur du public concernant la comète a été satirisée par Mark Twain dans sa nouvelle A Curious Pleasure Excursion. 